# Bombax costatum
Bombax costatum — дерево, яке зазвичай досягає висоти 5-15 м. Цвіте в посушливий період до появи листя.
Його поширення обмежено зонами саван Західної Африки від Сенеґалу до Центрально-африканської Республіки. Часто зустрічається на скелястих пагорбах або латеритах.

## Використання
Чашолистки використовується в західноафриканській кухні як основа для соусів. Надмірне збирання квітучих гілок сприяє занепаду виду.

## Галерея

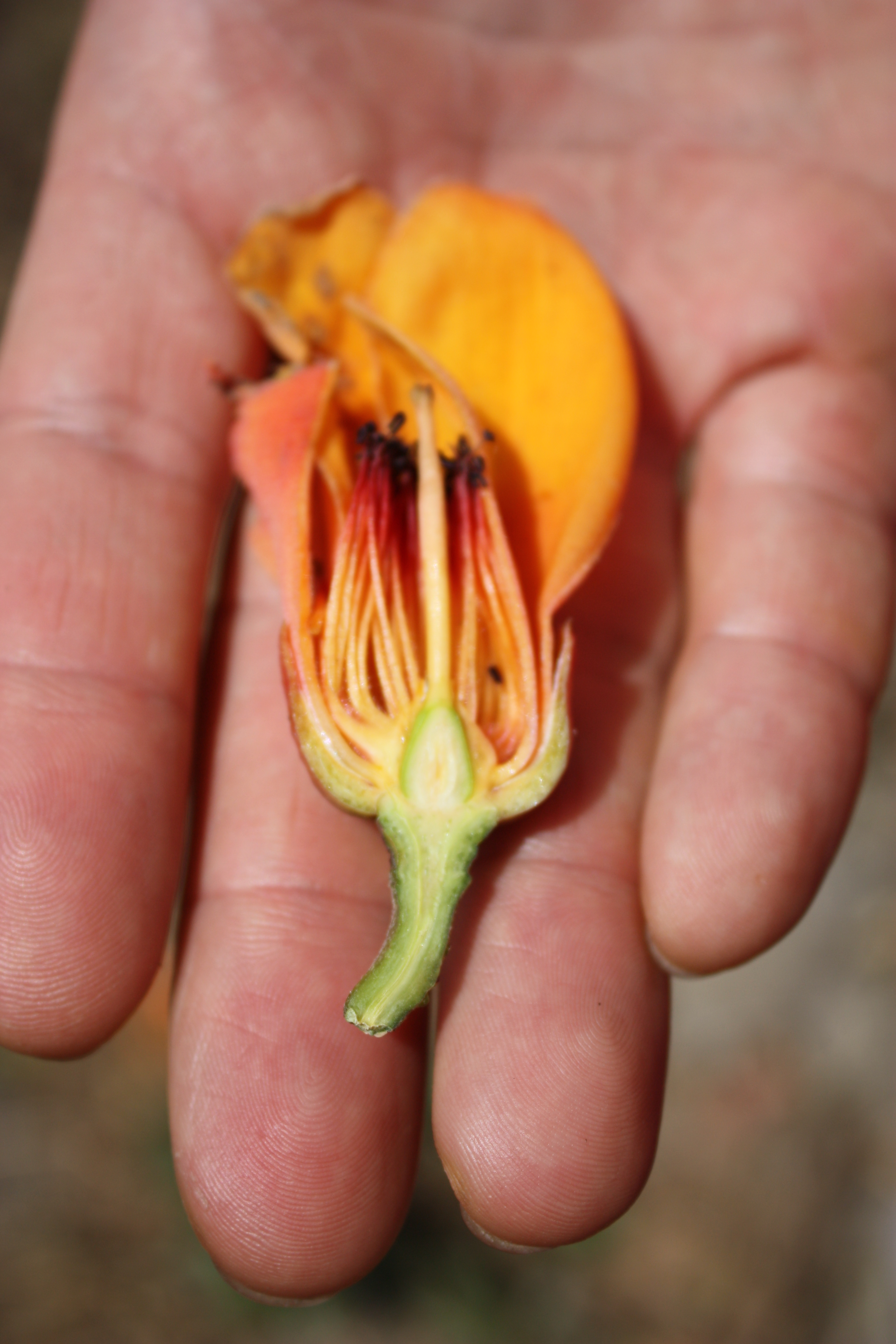
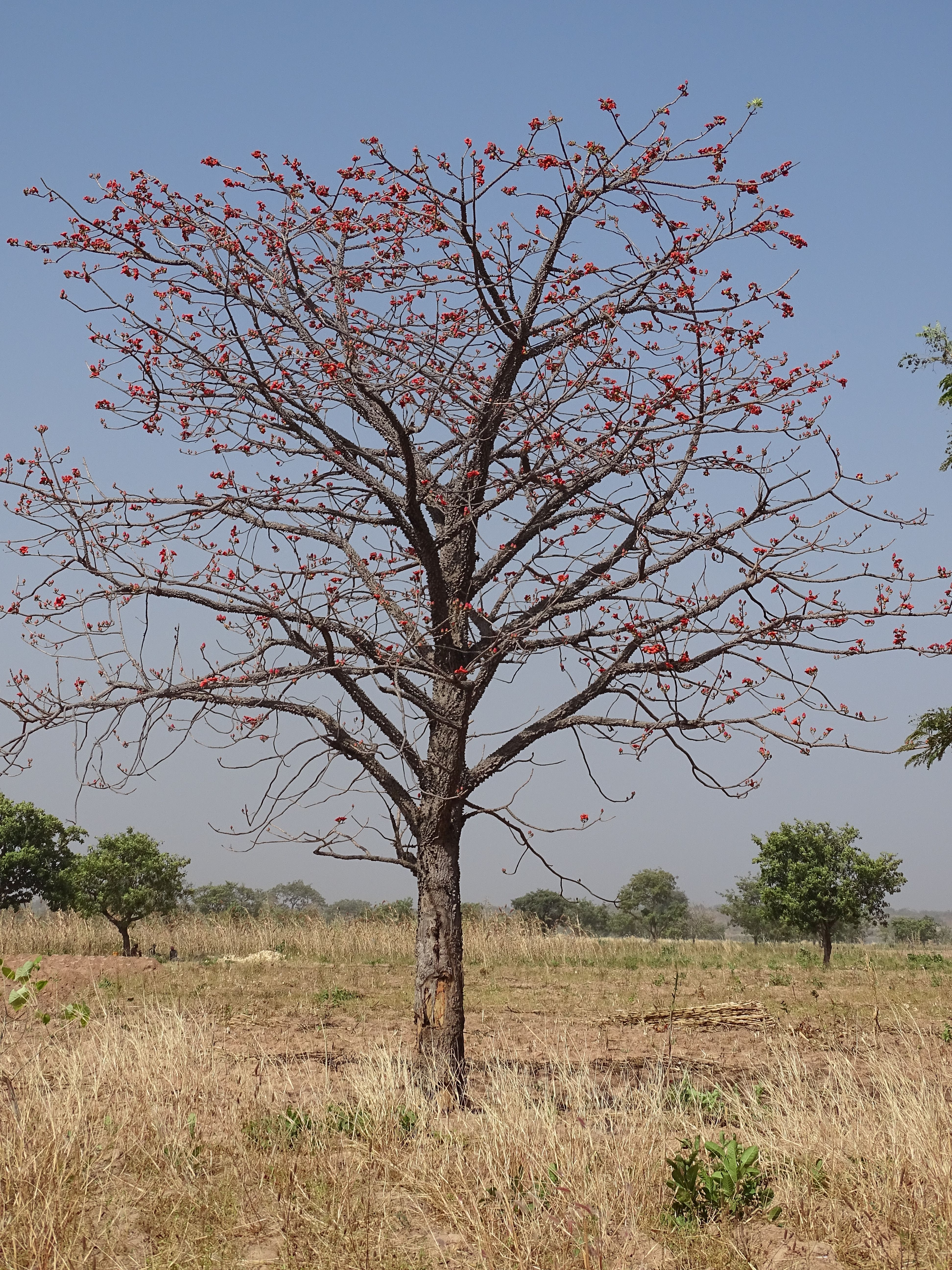
Дерево біля національного парку Пенджарі в Беніні.